# Bergbahn Rheineck–Walzenhausen
| RhW-Triebwagen in Rheineck |                      |                                                   |                                        |
| Streckennummer (BAV): | 858                  |                                                   |                                        |
| Fahrplanfeld: | 858                  |                                                   |                                        |
| Streckenlänge: | 1,96 km              |                                                   |                                        |
| Spurweite: | 1200 mm              |                                                   |                                        |
| Stromsystem: | 600 V =              |                                                   |                                        |
| Maximale Neigung: | 253 ‰                |                                                   |                                        |
| Zahnstangensystem: | Riggenbach, Von Roll |                                                   |                                        |
| |                      |                                                   |                                        |
| \| \| -0,06 \| Rheineck S 26 \| 405 m ü. M. \| \| \| \| Hauptstrassen 7 und 13 \| \| \| \| \| zum Depot Ruderbach (einzige Weiche) \| \| \| \| \| Beginn Zahnstange \| \| \| \| 0,60 \| Ruderbach (ehem. Talstation) \| 406 m ü. M. \| \| \| \| Schutz-Tunnel (315 m) \| \| \| \| \| Griffelbach-Brücke (78 m) \| \| \| \| \| Hexenkirchlitobel-Brücke (153 m)[1] \| \| \| \| 1,65 \| Hof (ehemals Bedarfshalt für Gruppen, aufgehoben) \| 540 m ü. M. \| \| \| \| Kantonsgrenze SG–AR \| \| \| \| \| Brücke (ca. 6 m, Wegüberführung) \| \| \| \| \| Grund-Brücke (ca. 6 m, Wegüberführung) \| \| \| \| \| Walzenhausen-Tunnel (70 m) \| \| \| \| 1,90 \| Walzenhausen S 26 \| 672 m ü. M. \| |                      |                                                   |                                        |
| Haltepunkt / Haltestelle Streckenanfang | -0,06                | Rheineck S 26                                     | 405 m ü. M.                            |
| Bahnübergang |                      | Hauptstrassen 7 und 13                            | Hauptstrassen 7 und 13                 |
| Abzweig geradeaus und nach rechts |                      | zum Depot Ruderbach (einzige Weiche)              | zum Depot Ruderbach (einzige Weiche)   |
| |                      | Beginn Zahnstange                                 |                                        |
| Haltepunkt / Haltestelle | 0,60                 | Ruderbach (ehem. Talstation)                      | 406 m ü. M.                            |
| Tunnel |                      | Schutz-Tunnel (315 m)                             | Schutz-Tunnel (315 m)                  |
| Brücke |                      | Griffelbach-Brücke (78 m)                         | Griffelbach-Brücke (78 m)              |
| Brücke |                      | Hexenkirchlitobel-Brücke (153 m)                  | Hexenkirchlitobel-Brücke (153 m)       |
| Haltepunkt / Haltestelle | 1,65                 | Hof (ehemals Bedarfshalt für Gruppen, aufgehoben) | 540 m ü. M.                            |
| Grenze |                      | Kantonsgrenze SG–AR                               | Kantonsgrenze SG–AR                    |
| Brücke |                      | Brücke (ca. 6 m, Wegüberführung)                  | Brücke (ca. 6 m, Wegüberführung)       |
| Brücke |                      | Grund-Brücke (ca. 6 m, Wegüberführung)            | Grund-Brücke (ca. 6 m, Wegüberführung) |
| Tunnelanfang |                      | Walzenhausen-Tunnel (70 m)                        | Walzenhausen-Tunnel (70 m)             |
| Haltepunkt / Haltestelle Streckenende (im Tunnel) | 1,90                 | Walzenhausen S 26                                 | 672 m ü. M.                            |

Koordinaten: 47° 27′ 34″ N, 9° 35′ 47″ O; CH1903: 762695 / 258748
Die Bergbahn Rheineck–Walzenhausen (RhW) ist eine schmalspurige Eisenbahnstrecke, und ein ehemals eigenständiges Eisenbahnunternehmen in der Ostschweiz. Die 1,96 Kilometer lange Adhäsions- und Zahnradbahn nach System Riggenbach verbindet Rheineck im Kanton St. Gallen mit Walzenhausen im Kanton Appenzell Ausserrhoden. Im Volksmund wird sie Walzehuusebähnli genannt. Seit Dezember 2013 wird sie als Linie S26 der S-Bahn St. Gallen geführt.
Sie geht zurück auf die 1895 in Rheineck als Aktiengesellschaft unter dem Namen Drahtseilbahn-Gesellschaft Rheineck-Walzenhausen gegründete Privatbahngesellschaft. Das Unternehmen mit den amtlichen Initialen RhW nannte sich später Bergbahn Rheineck–Walzenhausen AG und fusionierte 2006 mit den Appenzeller Bahnen.

## Geschichte

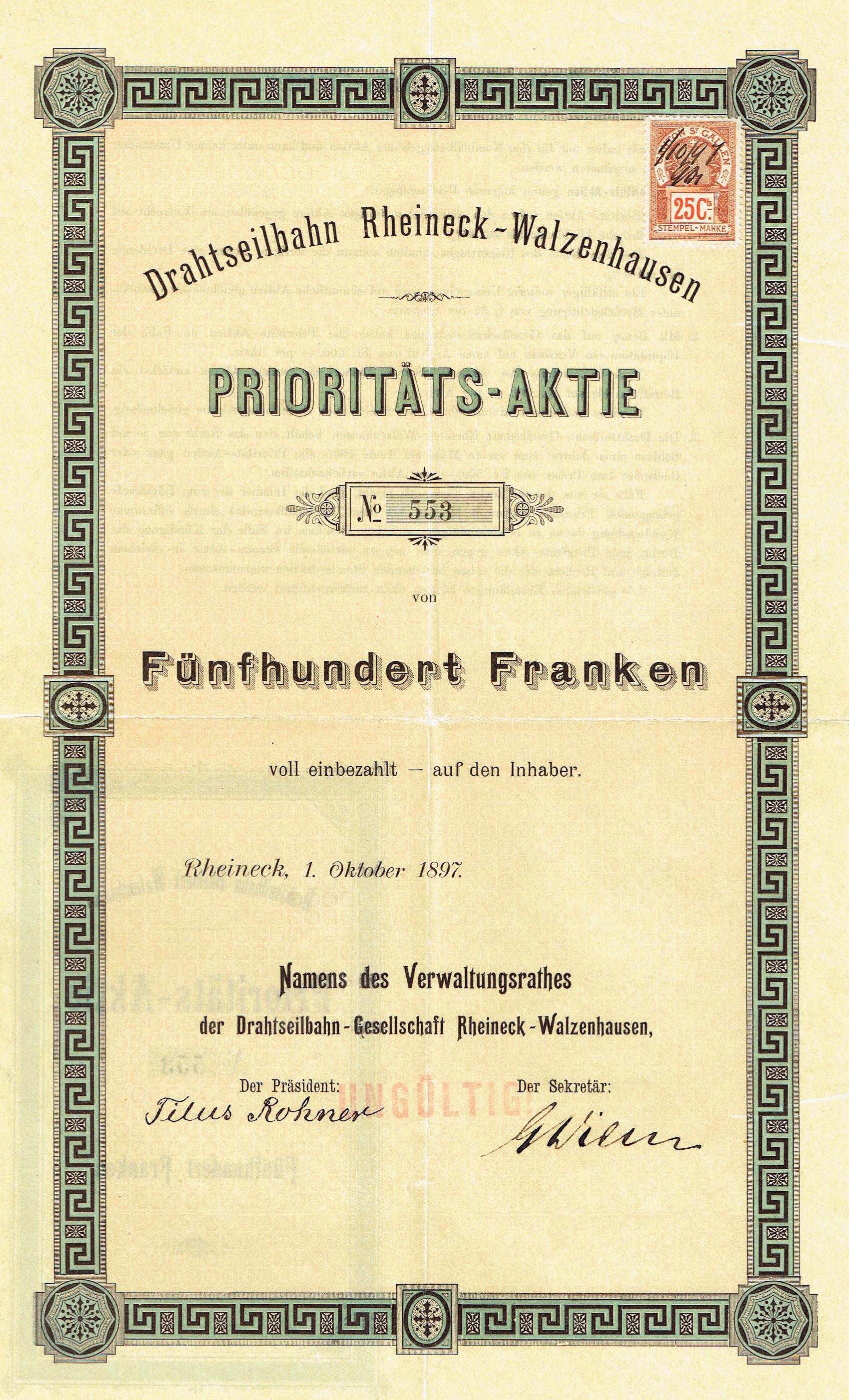
Prioritätsaktie über 500 Franken der Drahtseilbahn-Gesellschaft Rheineck-Walzenhausen vom 1. Oktober 1897

Ursprüngliche Planungen aus den 1870er Jahren sahen eine Anbindung Walzenhausens an die Rorschach-Heiden-Bergbahn vor. Da dieses Projekt nicht realisiert wurde, entschied man sich für eine Standseilbahn mit Wassergewichts-Antrieb nach Rheineck. Am 17. Dezember 1894 wurde die Bergbahngesellschaft gegründet, am 16. April 1895 begannen die Bauarbeiten. Die am 27. Juni 1896 eröffnete Strecke endete ursprünglich in der Talstation Ruderbach (Gemeinde St. Margrethen). 1909 wurde die Distanz zwischen Ruderbach und dem Bahnhof Rheineck durch die als normalspuriges Zubringer-Tram gebaute Rheinecker Verbindungsbahn überbrückt.
1958 entstand durch einen Umbau der Standseilbahn und Integration der Verbindungsbahn die heutige Adhäsions- und Zahnradbahn mit einer Gleichstromversorgung von 600 Volt über eine Oberleitung. Die bei Seilbahnen häufig anzutreffende, ansonsten aber ungewöhnliche Spurweite von 1200 Millimetern wurde beibehalten und die Adhäsionsstrecke umgespurt. In Walzenhausen entstand beim Umbau ein neues Empfangsgebäude.
Beim Umbau des Bahnhofs Rheineck im Jahre 1999 konnte die Strecke um einige Meter vor das Perrondach verlängert werden. Dabei wurde auch eine 400 Meter lange Strecke zwischen der Strassenbrücke nach Gaissau und dem Bahnhof leicht korrigiert. Dies wurde möglich, da die SBB ihre Anlagen auf zwei Hauptgleise reduzierten und somit der Platz für das ehemalige Gleis 1 der SBB nun für die RhW zur Verfügung stand.
Von November 2013 bis Mai 2014 wurden am Triebwagen Revisionsarbeiten ausgeführt. Der Wagenkasten wurde erneuert, das Zahnrad-Bremssystem den aktuellen Vorschriften angepasst und das Innenleben des Wagens aufgefrischt (zuvor befand sich im Triebwagen immer noch die Holzbankbestuhlung von 1958). Zudem bekam das Walzehuuser Bähnli einen neuen Anstrich. Es soll anschliessend seinen Dienst für mindestens weitere 20 Jahre verrichten können (Stand: November 2013). Die Kosten werden mit 900'000 Franken beziffert. Zwischenzeitlich verkehrten Ersatzbusse. Am 8. Mai 2014 wurde das erneuerte Fahrzeug offiziell eingeweiht, der planmässige Betrieb wurde am 20. Mai wieder aufgenommen.
Von Oktober 2015 bis März 2016 wurde das Empfangsgebäude in Walzenhausen umgebaut. Der Zugang wurde verlegt, mit Glaswänden gestaltet und liegt nun auf der Südseite des Gebäudes, so dass der Zug vom Dorf aus sichtbar wird. Ein Laden für Produkte des täglichen Bedarfs mit Bistro, Fahrkartenverkauf und Postagentur zog in das Gebäude ein, wie zuvor gibt es ausserdem einen Coiffeursalon im Bahnhof. Auf dem Dach entstand eine Photovoltaikanlage. Von Mitte Oktober bis Ende Dezember 2015 musste für die Umbauarbeiten der Bahnbetrieb eingestellt werden und fuhren ersatzweise Busse.
Wegen rückläufiger Frequenzen und eines Kostendeckungsgrades von unter 30 Prozent liessen die Kantone Appenzell Ausserrhoden und St. Gallen 2019 von einem Ingenieurbüro prüfen, ob für die drei Zahnradbahnen der Appenzeller Bahnen, von Rheineck nach Walzenhausen, von Altstätten Stadt nach Gais und von Rorschach Hafen nach Heiden, «kundenfreundlichere und kostengünstigere Alternativen» machbar wären. Zur Diskussion stand namentlich eine Umstellung auf Busbetrieb oder auf vollautomatischen Betrieb. Ende September 2022 wurde bekannt, dass die RhW ab 2026 als weltweit erste vollautomatisierte Zahnradbahn fahren soll.

## Streckenverlauf

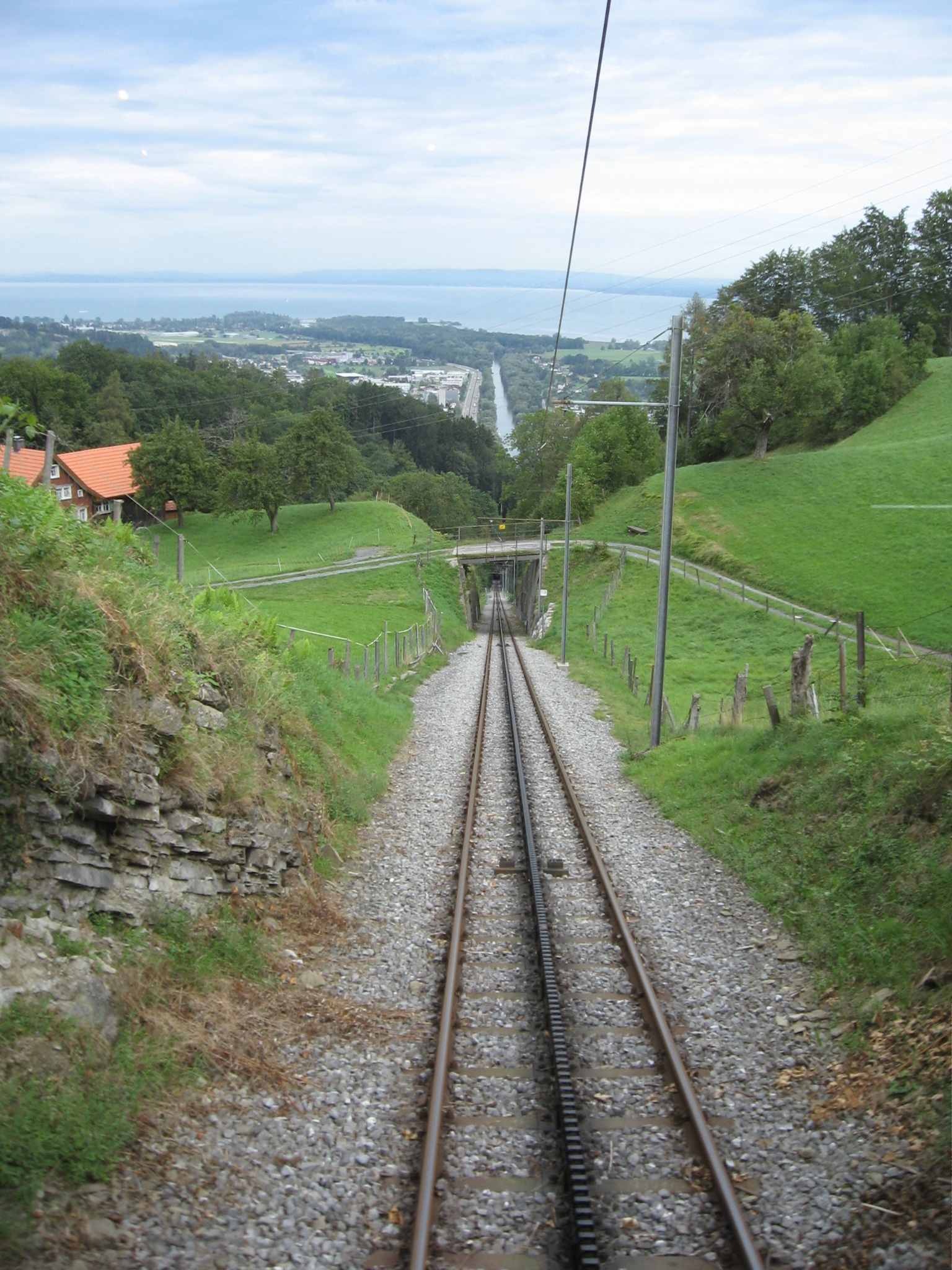
Vom Triebwagen aus gesehen die Gleise mit Rheineck und dem Bodensee im Hintergrund

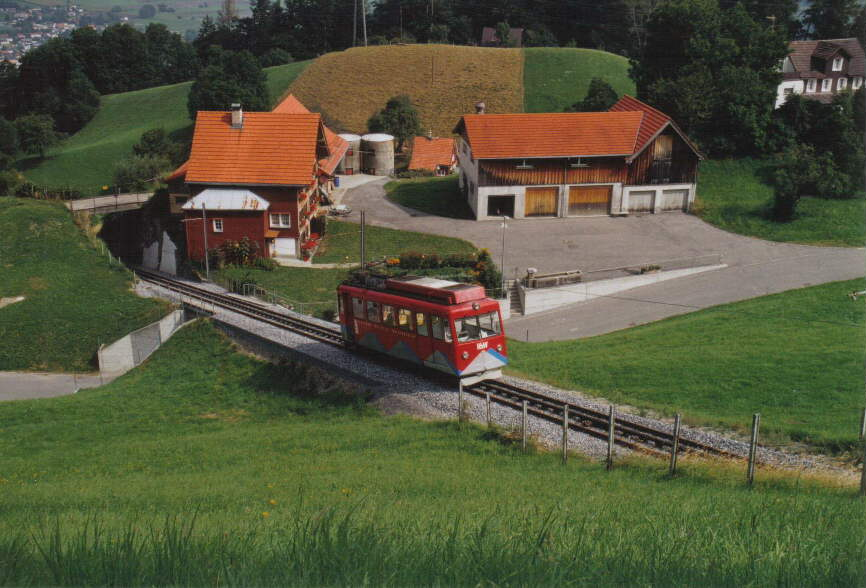
Triebwagen der RhW beim Brüggli Grund unterhalb von Walzenhausen

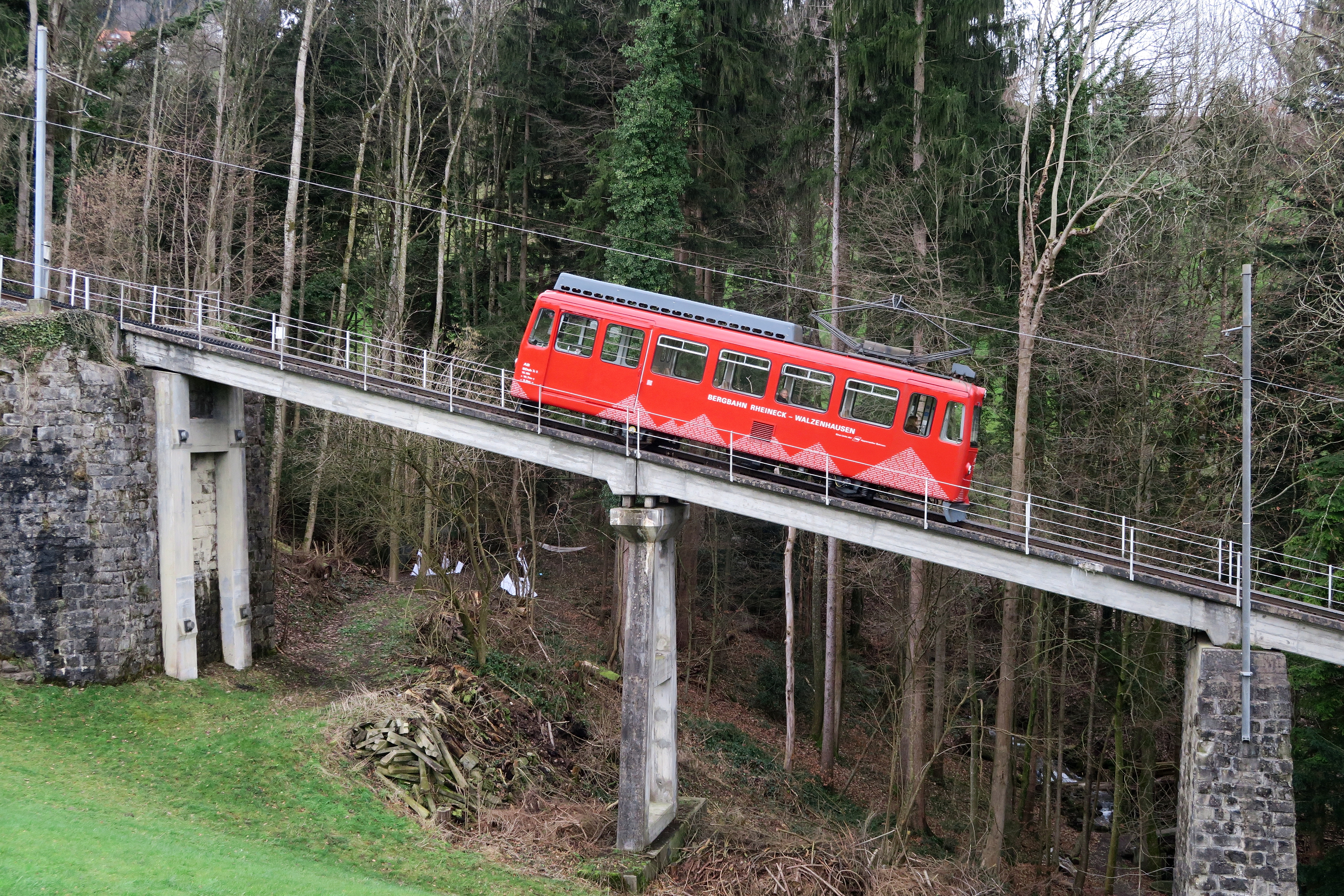
Hoftobel-Brücke

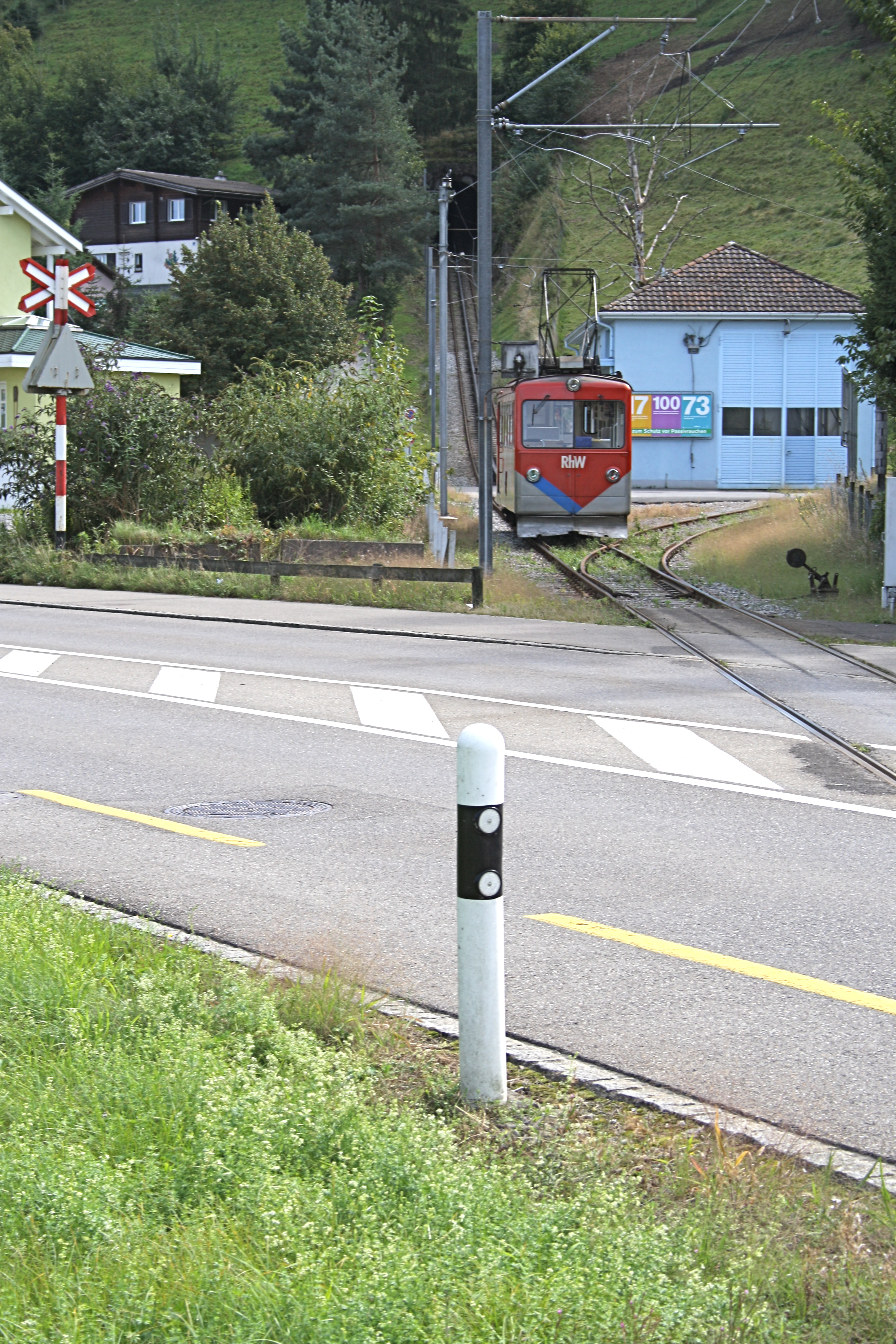
Bahnübergang, Wagenhalle und Beginn des Zahnstangenabschnitts, 2009

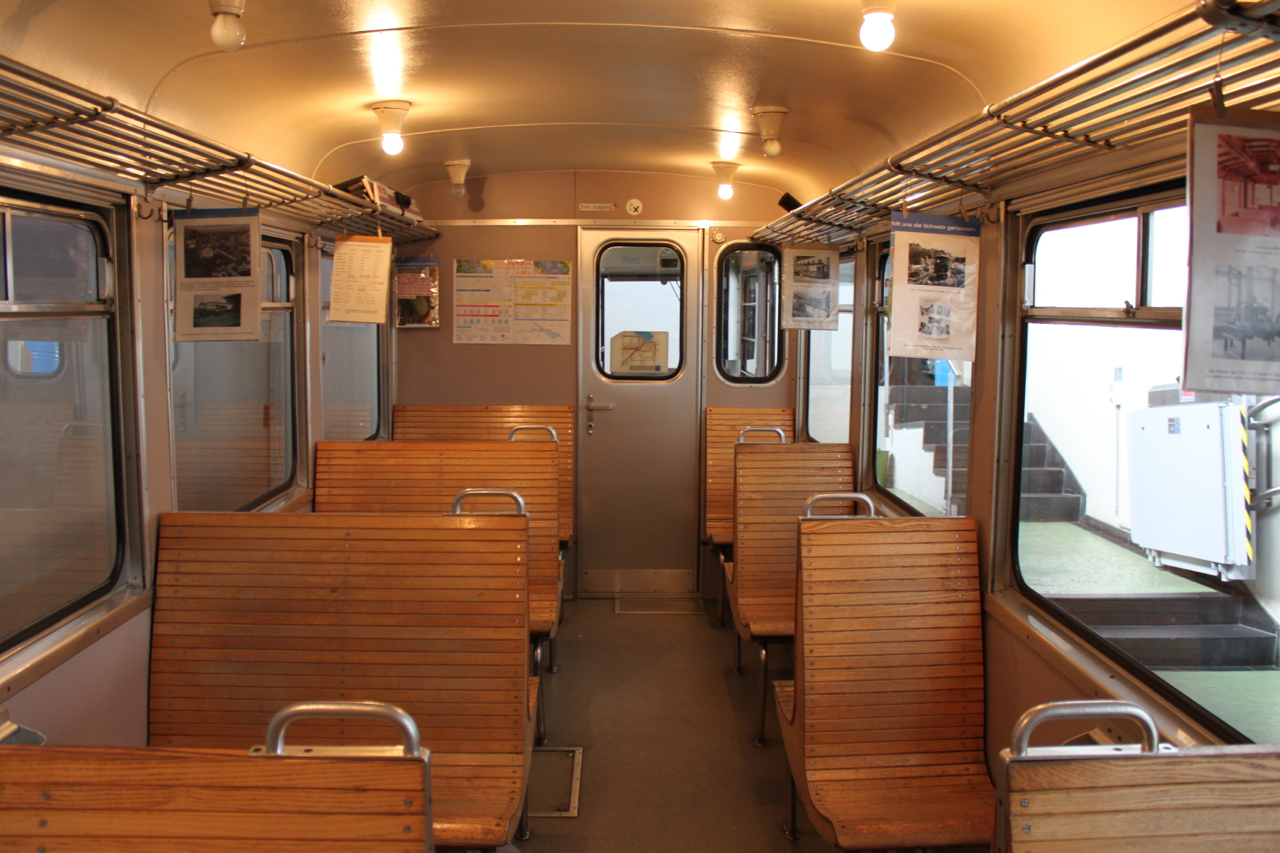
Innenraum des Triebwagens

Die RhW beginnt an einem Kopfgleis neben dem SBB–Bahnhof Rheineck und erreicht nach 643 Metern Adhäsionsstrecke und der Querung der Strasse von Rheineck nach St. Margrethen den Beginn der Zahnstange bei der ehemaligen Talstation Ruderbach der früheren Standseilbahn (Halt auf Verlangen). Gleich darauf passiert der Triebwagen den 315 Meter langen Schutztunnel. Auf drei Brücken von 50 m, 25 m und 75 m Länge wird der Ruederbach im Hexenkirchlitobel überbrückt. Die Brücken wurden als Stahlbrücken mit offener Fahrbahn erstellt. Mit dem Umbau der Strecke im Jahr 1958 in eine Zahnradbahn wurden diese durch Spannbetonbrücken ersetzt. Damit gehören die Ruederbachbrücken zu der Anfangsphase der Spannbetonbauweise in der Schweiz. Danach folgte früher der Bedarfshalt Hof (wurde aufgehoben), bevor nach kurzer Fahrt von fünf bis neun Minuten (abhängig von der Anzahl der Halte) die Bergstation in einem weiteren 70 Meter langen Tunnel unter dem Kurhaus von Walzenhausen erreicht wird. Im Walzenhausentunnel wird die max. Neigung von 253 ‰ erreicht. Dies ist einer der steilsten Abschnitte einer Zahnradbahn in der Schweiz mit vertikalem Zahneingriff.

## Betrieb
Bis heute existiert nur ein einziger Triebwagen, der BDeh 1/2, gebaut 1958 von den Unternehmen SLM, FFA und BBC, verschiedentlich revidiert und repariert in der RhB-Werkstätte in Landquart. An Werktagen verkehren (2014) montags bis freitags 24 Zugpaare, an Sonntagen 21. Diese haben in Rheineck Anschluss an die Züge von St. Gallen nach Chur und umgekehrt. Das Angebot wird abends ergänzt durch fünf (montags bis donnerstags vier) Kurspaare mit Kleinbus.
Während der notwendigen Revisions- und Reparaturarbeiten am Triebwagen wird ein Schienenersatzverkehr angeboten.
Im Jahr 1896 wurden 46'606 Personen befördert. Die Höchstanzahl an beförderten Personen wurde im Jahr 1963 mit 205'083 erreicht, 1995 waren es noch 104'053.
Im Jubiläumsjahr 1996 legten 17'430 Züge eine Strecke von 32'445 Kilometern zurück und beförderten dabei 109'326 Passagiere.
Im Rahmen der geplanten Umstellung auf automatisierten Fahrbetrieb der Stufe 4 (GoA 4) wurde im September 2022 bei Stadler Rail ein Werklieferungsvertrag unterzeichnet, welcher auch die Lieferung eines neuen Fahrzeuges umfasst. Ein Einsatz ist für 2026 geplant.

## Touristik
- Die RhW ist fester Bestandteil der Erlebnisrundfahrt Rorschach–Heiden AR–Walzenhausen–Rheineck–Rorschach. Diese umfasst je eine Fahrt mit zwei Bergbahnen (Rorschach-Heiden-Bergbahn neben der RhW) und einem Bodenseeschiff (Rheineck SG–Rorschach).[17] Für die Strecke Heiden–Walzenhausen stehen zwei Alternativen zur Verfügung: entweder mit dem Postauto[18] oder zu Fuss auf dem rund acht Kilometer langen Witzweg.[19] Die Rundfahrt kann auch in umgekehrter Richtung absolviert werden.